# Internationale Grüne Woche Berlin

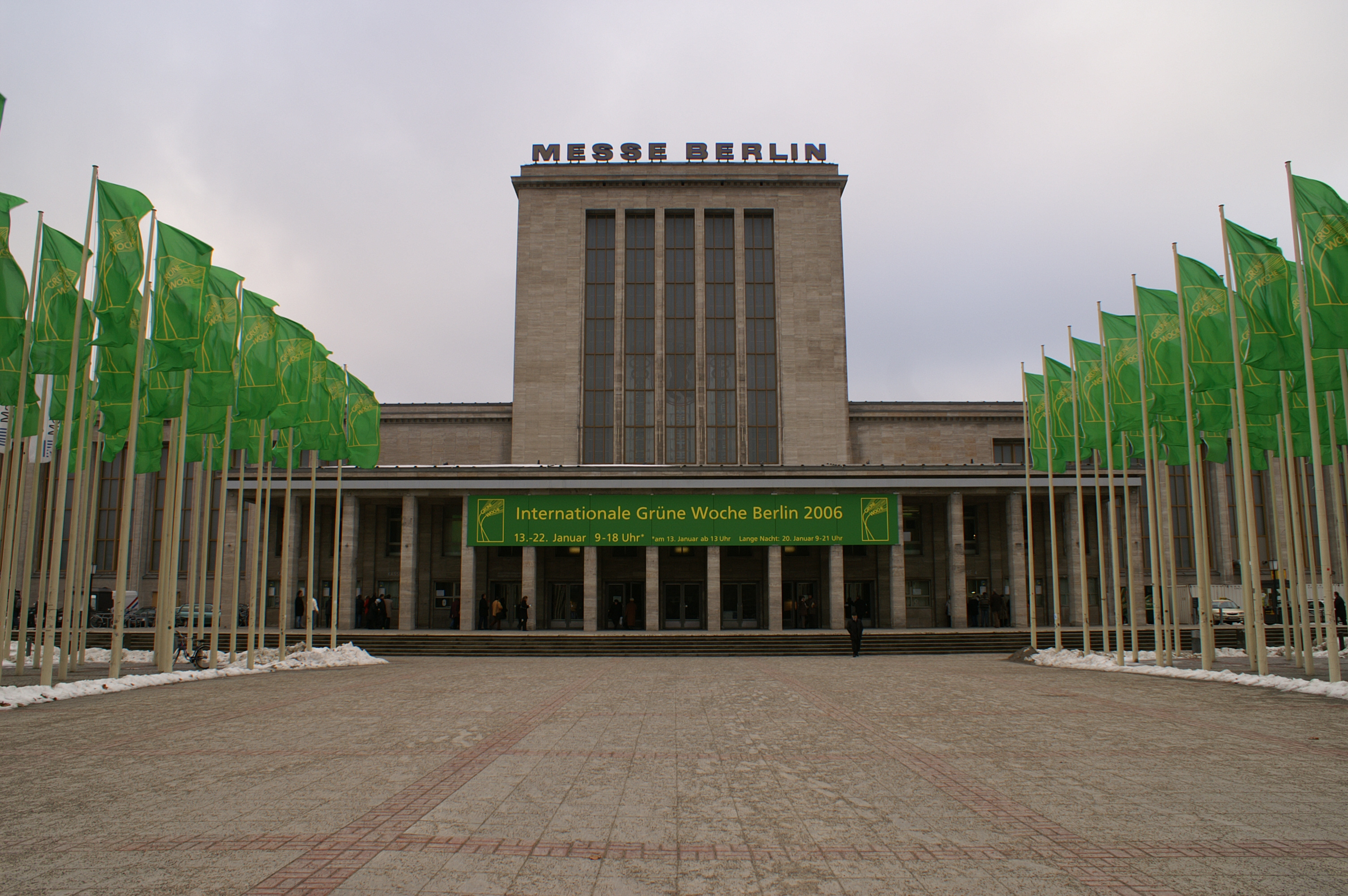
Internationale Grüne Woche w Berlinie, wejście na tereny targowe, 2006

Internationale Grüne Woche Berlin (Berliński Międzynarodowy Zielony Tydzień), w skrócie Grüne Woche (Zielony Tydzień), cykliczna impreza targowa organizowana od 1926 w styczniu na terenach Targów Berlińskich.
Obecnie jest to największa ekspozycja w świecie z zakresu żywności, rolnictwa i ogrodnictwa.
Cieszy się dużym zainteresowaniem polskich wystawców i zwiedzających z Polski.